# Feyt (Méouzette)
Der Feyt (französisch: Ruisseau de Feyt) ist ein kleiner Fluss im Zentralmassiv von Frankreich, der überwiegend im Département Corrèze der Region Nouvelle-Aquitaine westlich der Stadt Clermont-Ferrand verläuft. Im Mittelabschnitt bildet er auf einer Länge von etwa drei Kilometern auch die Grenze zum benachbarten Département Creuse in derselben Region.

## Geografie

### Verlauf
Der Feyt entspringt im nordwestlichen Gemeindegebiet von Lamazière-Haute, entwässert generell in östlicher Richtung durch den Regionalen Naturpark Millevaches en Limousin und mündet nach rund 16 Kilometern im Gemeindegebiet von Laroche-près-Feyt als rechter Nebenfluss in die Méouzette.

### Orte am Fluss
(Reihenfolge in Fließrichtung)
- Bougue, Gemeinde Lamazière-Haute
- Puyloubec, Gemeinde Eygurande
- Fréchamp, Gemeinde Saint-Merd-la-Breuille
- Bigoulette, Gemeinde Eygurande
- Feyt
- Blet, Gemeinde Feyt
- Trémoulines, Gemeinde Laroche-près-Feyt